# Eisendorf
Eisendorf er en kommune og en by i det nordlige Tyskland, beliggende i Amt Nortorfer Land i den sydøstlige del af Kreis Rendsborg-Egernførde. Kreis Rendsborg-Egernførde ligger i den centrale del af delstaten Slesvig-Holsten.

## Geografi
Eisendorf ligger omkring 18 km nord for Neumünster og 18 km sydøst for Rendsborg i Naturpark Westensee og ved Brahmsee. Kommunen kan nås via Bundesstraße 205, Bundesautobahn 7 og jernbanen fra Rendsborg mod Neumünster.